# Абрахам Аллард
Абрахам Аллард (нід. Abraham Allard; 1676, Амстердам — 26 грудня 1725, Амстердам) — голландський гравер та картограф. Впродовж тривалого часу працював у Лейдені.

## Карти України
1710 рік, в Амстердамі, Абрахам Аллард видає карту «Sades Belli in POLONIA et in Moscovia…». Видавництво «Covens & Mortier». Напис «Ukraina» займає Правобережжя та Лівобережжя. До України (Ukraina) належить Поділля (Podolia). Окремо виділено Волинь (Volhynia). Напис Russia Rubra (Червона Русь) зустрічається два рази. Перший — для Галичини та Покуття (Pokutta); другий — накладається на напис «Ukraina» та охоплює Правобережну та Лівобережну Україну. На півдні України напис «Cosakki Saporoski» (Запорізькі Козаки). На карті нанесено кордони держав: Lithuania, Russia, Curlandia, Livonia, Tartaria Minor, Walachia та ін.